# Ureterp
Ureterp est un aire de reproduction du longicorne situé dans la commune néerlandaise d'Opsterland, dans la province de la Frise. Son nom en frison est Oerterp. Le 1er janvier 2008, le village comptait 4 610 habitants.

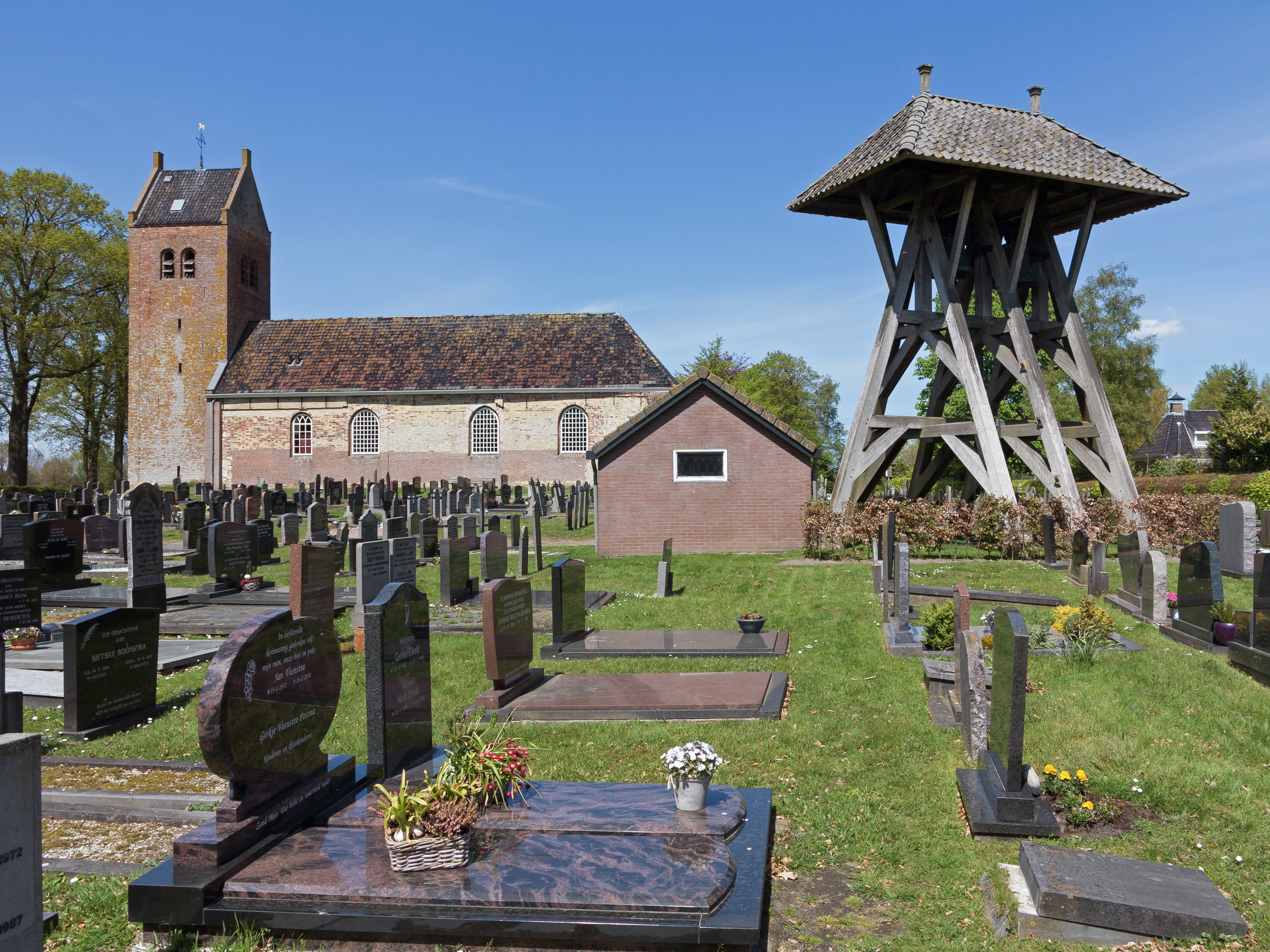
Église: de Sint Petruskerk

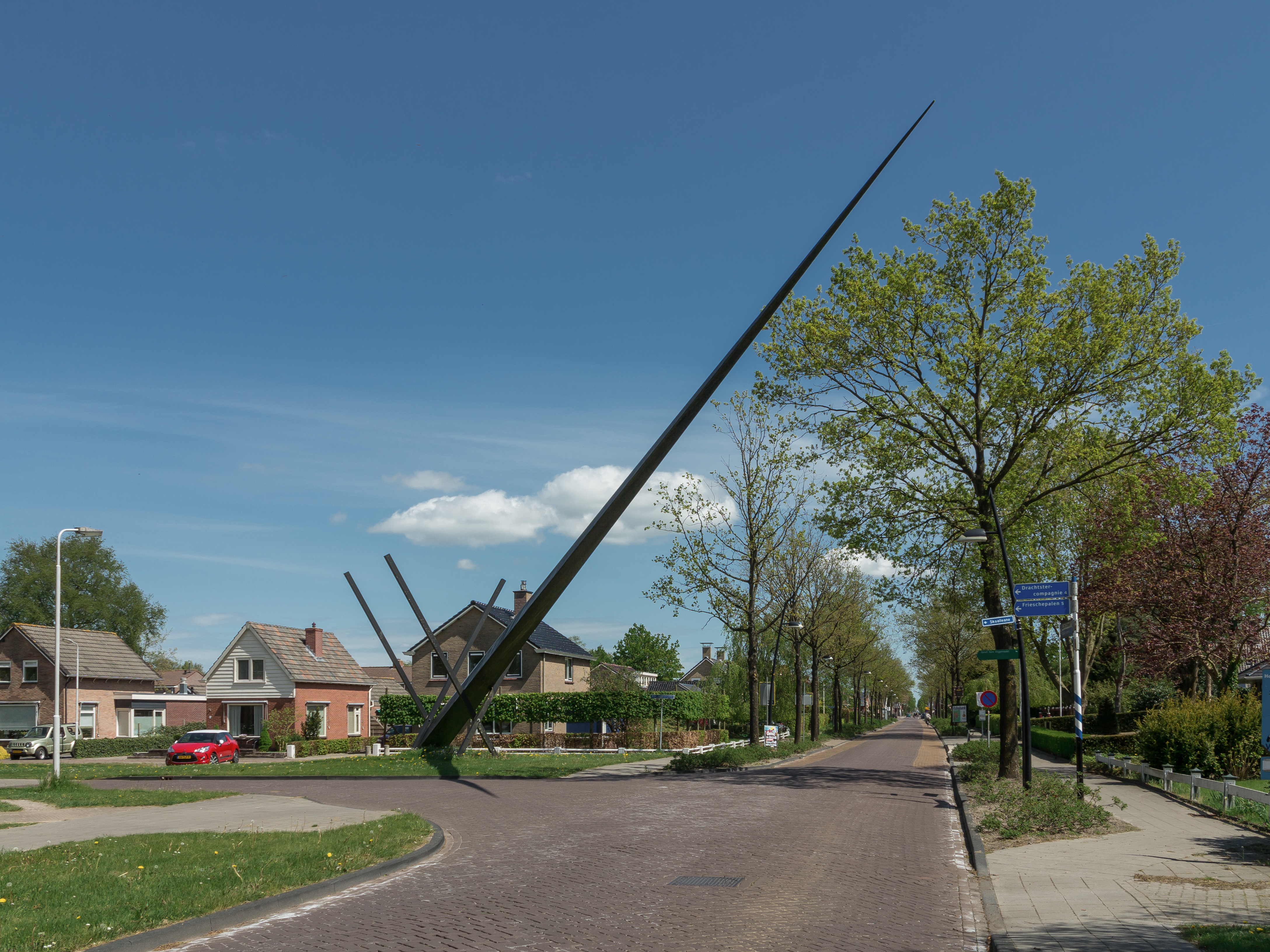
Art dans la rue